# Goxhill, East Riding of Yorkshire
Goxhill är en by i civil parish Hatfield, i distriktet East Riding of Yorkshire, i grevskapet East Riding of Yorkshire, i England. Byn är belägen 16 km från Beverley. Goxhill var en civil parish fram till 1935 när blev den en del av Hatfield. Civil parish hade 70 invånare år 1931. Byn nämndes i Domedagsboken (Domesday Book) år 1086, och kallades då Golse.